# Soter spinosus
Soter spinosus är en stekelart som först beskrevs av Cameron 1909.  Soter spinosus ingår i släktet Soter och familjen bracksteklar. Inga underarter finns listade i Catalogue of Life.